# Miss Venezuela 1971
El Miss Venezuela 1971 fue la decimoctava (18.º) edición del certamen Miss Venezuela, celebrada en el Teatro Nacional de Caracas, Venezuela, el 17 de junio de 1971. La ganadora del certamen fue Jeannette Donzella, Miss Monagas. 
Esta sería la última transmisión de RCTV como emisora oficial del certamen (desde 1962), ya que al año siguiente Venevisión compró los derechos del certamen Miss Venezuela.

## Resultados
| Resultado Final     | Candidata                             |
| ------------------- | ------------------------------------- |
| Miss Venezuela 1971 | - Monagas — Jeannette Donzella        |
| A Miss Mundo 1971   | - Carabobo — Ana Maria Padrón         |
| 2° Finalista        | - Nueva Esparta — Dubravka Purkarevic |
| 3° Finalista        | - Guarico — Raquel Santi              |
| 4° Finalista        | - Barinas — Dalia Aguirre             |

### Premios especiales
- Miss Fotogénica —  Monagas — Jeannette Donzella
- Miss Simpatía — Janice Salicetti (Miss Bolívar)
- Miss Sonrisa — Miriam Callegari (Miss Falcón)

## Concursantes
| - Miss Anzoátegui — Milagros Orsini - Miss Apure — Yolanda Bramble - Miss Aragua — Iris Camacho - Miss Barinas — Dalia Carolina Aguirre - Miss Bolívar — Janice Salicetti - Miss Carabobo — Ana Maria Padrón Ibarrondo - Miss Departamento Vargas — Zoraida Bello - Miss Distrito Federal — Dora Laforest | - Miss Falcón — Miriam Callegari Pérez - Miss Guárico — Raquel Santi Hurtado - Miss Lara — Laly Matheus - Miss Mérida — Anita Carmona Sánchez - Miss Miranda — Zenda Azul Ríos Lozada (†) - Miss Monagas — Jeannette Amelia Donzella Sánchez - Miss Nueva Esparta — María Dubravka Purkarevic Podunavac |

## Participación en concursos internacionales
- Jeannette Donzella viajó al Miss Universo 1971 celebrado en Miami, Estados Unidos, no logró clasificar. Luego asistió al Reinado Internacional del Café 1971 en Manizales, Colombia donde ocupó el puesto de 2.ª finalista. Anteriormente había clasificado como 2.ª Finalista en el Miss Teen Princess International 1968, celebrado en Chicago, Estados Unidos.
- Ana María Padrón quedó entre las semifinalistas del Miss Mundo 1971, celebrado en Londres, Inglaterra. Luego compitió en el Reina del Turismo del Caribe 1971 dónde fue Finalista.
- Dubravska Purkarevic, antes de participar en el Miss Venezuela, había ganado en 1970 el concurso Miss Caribe Internacional y, luego, asistió al Miss Young Internacional 1972 dónde fue semifinalista.
- Raquel Santi fue 2.ª finalista del Miss Young Internacional 1971. La enviaron también para el Miss Panamericana 1971 en Argentina y quedó como 1.ª finalista. También acudió al Miss América Continental 1971 e, igualmente, fue 1.ª Finalista.
- Miriam Callegari representó a Venezuela en dos ocasiones: en el Reinado del Mar 1971, quedando de 3.ª Finalista y luego al Reina Latinoamericana del Acero 1972, donde quedó como 2.ª Finalista.

## Eventos posteriores
- Zenda Azul Ríos Lossada, quien fue Miss Miranda 1971, fue encontrada muerta el 6 de junio de 1972 en una quinta ubicada en la urbanización Campo Alegre de Caracas, la cual era propiedad de su novio, el arquitecto mexicano Eduardo Quintanilla. Al momento de su muerte Ríos tenía 24 años de edad. El hecho significó todo un escándalo policial para la época el cual, desafortunadamente, jamás fue aclarado.